# اکسپنس، ساسکاچوان
اکسپنس، ساسکاچوان (به انگلیسی: Expanse, Saskatchewan) یک منطقهٔ مسکونی در کانادا است که در اکسپنس، ساسکاچوان واقع شده‌است.